# 쥘리 파예트

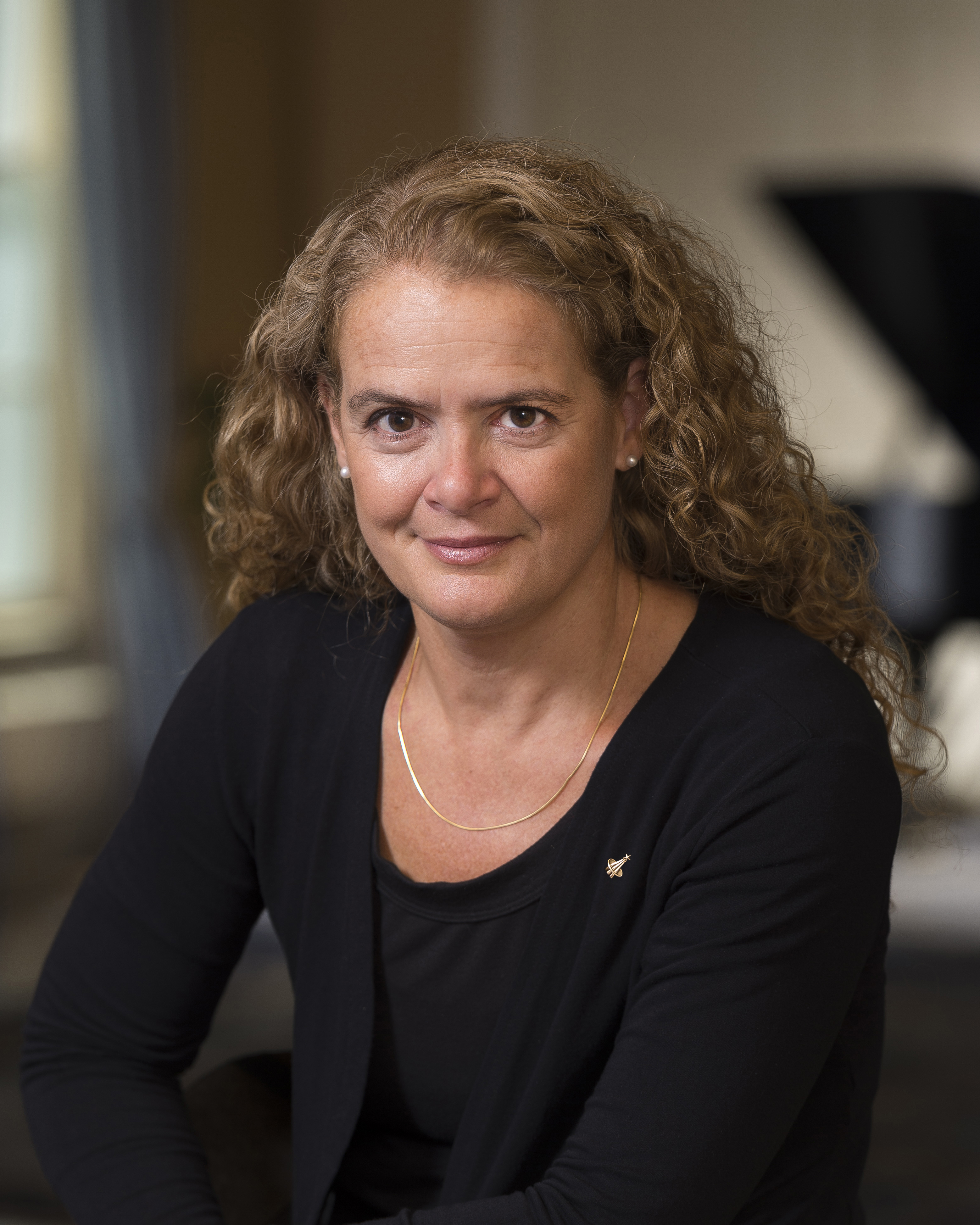
쥘리 파예트 (2018년)

쥘리 파예트(영어: Julie Payette, 프랑스어: Julie Payette, 1963년 10월 20일~)는 캐나다의 정치인이다. 퀘벡주 몬트리올 출신이며 2017년 10월 2일 캐나다의 총독에 취임하여 2021년 1월 22일까지 재직했다. 캐나다 맥길 대학교에서 전기공학 학사를, 토론토 대학교에서 응용과학 석사 학위를 받았다. 정계 입문 전에는 사업가, 기술자 등으로 활동했으며, 한때는 캐나다 우주인 협회의 일원이었다. 그는 2번의 우주 비행(STS-96, STS-127)을 수행하였으며, 우주에서 25일 간의 임무를 마치는 데 성공했다. 캐나다 우주국의 의장을 지냈으며, 휴스턴에서 NASA 우주 비행 관제국의 조종사로도 활동했다.
2013년 7월, 파예트는 몬트리올 과학 센터의 최고운영책임자로 선출되었으며, 이듬해 4월 캐나다 국립은행의 이사회로 임명되었다. 2017년 7월 13일 쥐스탱 트뤼도 총리는 엘리자베스 2세 여왕이 파예트를 차기 총독으로 지명되었음을 공식 선포하였고, 2017년 10월 2일 정식으로 업무 수행을 시작하였다. 총독으로서 귀족 작위를 부여받았으며, 각하라는 호칭을 받았다.